# Nupes
Els nupes són un poble de Nigèria que viu prop de la confluència dels rius Níger i Kaduna. Parlen la llengua nupe del grup nupoid de la branca Benue-Congo de la família de les llengües Níger-Congo.
Els nupes estan organitzats en diversos grups territorials estretament relacionats, dels quals els beni, zam, batache (bataci) i kede (kyedye) són els més importants. Els kede i batache són gent del riu, que subsisteixen principalment per la pesca i el comerç; els altres nupes són agricultors, que conreen els cultius bàsics mill, sorgo, nyam i arròs. Els cultius comercials són l'arròs, els cacauets, el cotó i nous de karité. Els agricultors nupes practiquen l'agricultura migratòria, amb l'aixada com a eina bàsica. Els homes fan la major part de l'agricultura, mentre que les dones preparen i comercialitzen els cultius. Artesans incloent ferrers, forjadors de bronze, teixidors i sastres operen a través de les organitzacions gremials altament desenvolupades. Els nupes són famosos en tota Nigèria pels seus treballs de vidre, cuir fi, estores, safates de llautó i tela fina.
Els nupes viuen en pobles o ciutats que van des d'unes poques famílies a diversos milers de persones. Cada poble és governat per un cap, amb l'assessorament d'un consell de caps de família. Els caps controlen els recursos de la terra, resolen els litigis, i organitza totes les activitats de cooperació a gran escala. El regne indígena Nupe es va dividir en quatre zones per a propòsits del govern, amb una sèrie de funcionaris classificats que li devien lleialtat al rei, el Etsu Nupe. Els beni i kede també es van organitzar com a regnes dins del major regne Nupe. Hi ha diverses classes amb títols per sobre dels plebeus.
La majoria dels nupes ara són musulmans, però encara es realitzen molts rituals antics. La religió indígena inclou la creença en un déu del cel, els esperits ancestrals, i els esperits associats amb els objectes naturals.